# Megaphyllum bosniense
Megaphyllum bosniense är en mångfotingart som först beskrevs av Karl Wilhelm Verhoeff 1897.  Megaphyllum bosniense ingår i släktet Megaphyllum och familjen kejsardubbelfotingar. Inga underarter finns listade i Catalogue of Life.